# Didier Groffier
Didier Groffier (Liegi, 1912 – Bruxelles, 1979) è stato un pittore belga.

## Biografia
Fratello del poeta, scrittore e drammaturgo Jean Groffier, fu allievo e seguace di Émile Claus.
La sua opera consiste principalmente in paesaggi e raffigurazioni marine, realizzati secondo la tecnica del luminismo impressionista. In particolare, la natura e i paesaggi della Corsica gli ispirarono numerose opere. Si applicò anche al nudo femminile, che trattò con delicatezza e sensibilità.
Fu membro del Circolo d'Arte "Schaerbeek" e del Gruppo "Évolution" di Anderlecht.